# Miki Muster
Miki Muster —nacido Nikolaj Muster— (Murska Sobota, 22 de noviembre de 1925-Notranje Gorice, 7 de mayo de 2018) fue un animador, ilustrador, escultor, autor de historietas, periodista y director de cine esloveno.

## Biografía
Pasó su infancia en Krmelj, pueblo donde su padre trabajaba como médico, pero, cuando Miki tenía ocho años, la familia se trasladó a Liubliana. Quedaron allí hasta que comenzó la Segunda Guerra Mundial y su madre, no pudiendo encontrar ningún trabajo en Liubliana, tuvo que aceptar un empleo en el área ocupada por los húngaros. Como sus padres se habían divorciado, Miki y su hermano fueron con su madre a Murska Sobota, donde Miki terminó la secundaria. Después de servir dos años en el ejército, se inscribió en la Facultad de arquitectura de la Universidad de Liubliana, una elección que correspondió al deseo materno, descubriendo después que no le gustaba; cambió de facultad, iniciando estudios de escultura en la Academia del arte de Liubliana.
Desde 1952 hasta 1973 Muster fue empleado como periodista, ilustrador y caricaturista en el periódico Slovenski poročevalec —hoy Delo— y fueron estos años en los cuales dibujó y escribió sus historietas más famosas Zvitorepec, Trdonja in Lakotnik. En 1973 su fascinación por los dibujos animados le llevó a Alemania, donde conoció a Guillermo Mordillo y creó la conocida serie llamada Mordillo.
Hoy Muster es considerado pionero de historietas eslovenas y uno de los autores de historietas y de dibujos animados más exitosos no solo en Eslovenia, sino en toda Europa. Todavía vive y trabaja en Liubliana. Dice que hoy en día está más contento haciendo ilustraciones para libros infantiles, para libros de texto y para cuentos de hadas. También trabaja mucho gratis: dibujó, por ejemplo, animales para el hospital infantil y para varias organizaciones benéficas.

## Dibujos animados
Muster empezó a dedicarse a historietas en sus años estudiantiles, mientras que ya en su infancia le fascinaban dibujos animados; tenía siete años cuando fue al cine por primera vez y antes de la película habían puesto un dibujo animado, hecho que marcó a Muster para siempre. Otro momento llegó a sus trece años: vio Blancanieves, el primer largometraje de animación producido por Walt Disney, y desde aquel momento soñó con hacer dibujos animados. Empezó a practicar y pronto dominó el estilo de Disney, sin embargo, nunca lo copió, más bien, compartió su manera de ver la figura: tanto Disney como Muster tomaron un objeto o un animal y lo convirtieron en una figura atractiva y humanizada.
Su fascinación por los dibujos animados tuvo mucho que ver con la decisión de estudiar escultura, que le parecía más cercana al estudio de la animación —que en aquel tiempo en Eslovenia no existía—; en su opinión, ambos estudios tomaban en cuenta las tres dimensiones y se centraban en el movimiento de la figura. No obstante, mientras estuvo estudiando escultura, Muster no podía olvidar la idea de hacer dibujos animados, aunque tenía más que suficiente problemas realizando sus sueños: además de que no existía ninguna escuela de animación, no había nadie en Europa que hiciera dibujos animados, así que —con la excepción de Disney— Muster no tenía ningún ejemplo o modelo. Sin embargo, practicaba sin parar y después de muchos años y muchas dificultades consiguió los primeros resultados. Poco a poco la gente empezó a reconocer su estilo: nunca utilizó una pluma o un lápiz, sino dibujaba con el pincel. Así ganó la flexibilidad y la suavidad necesaria también para sus historietas.
En 1967 Muster se dedicó completamente a los dibujos animados y anuncios televisivos. Como en aquel entonces todavía no conocían la sincronización tónica, su trabajo en el campo mencionado hoy se considera pionero: tenían que transmitir toda la voz, la música y los demás sonidos en vivo. Un dibujo animado era corto y normalmente constaba de más de 50 trozos de carrete. Entre 1967 y 1990 Muster hizo aproximadamente 380 anuncios televisivos. Su sueño de hacer una película animada lo llevó al extranjero y en 1973 empezó a trabajar en Múnich, donde tuvo tanto éxito que se quedó hasta 1990. En los años 70 conoció a Guillermo Mordillo, autor de caricaturas, e inspirado por sus caricaturas creó 400 dibujos animados. La serie, llamada simplemente Mordillo, fue un éxito, fue presentada en Cannes y la transmitieron en 30 países del mundo.
Durante su etapa alemana, Miki creó más de 600 minutos de dibujos animados: la serie Mordillo, la serie de 21 películas llamada Oma bitte kommen [Abuela, por favor, ven], la serie sobre el detective Nick Knatterton, etc. Hizo casi todo solo: el guion, la animación, las copias, el fondo.

## Historietas
La primera historieta de Muster, Zvitorepec, Lakotnik in Trdonja, se publicó en algunos periódicos eslovenos semanalmente desde 1952 hasta 1973. La idea era escribir una historieta divertida e interesante para niños, por lo que Muster utilizó animales humanizados. La primera figura de sus historietas fue Zvitorepec —un astuto zorro—, pero pronto le añadió dos figuras más, Lakotnik —un lobo que siempre tenía hambre— y Trdonja —una tortuga muy inteligente—. Las tres animales se convirtieron en el centro de 43 historietas que siguen siendo populares entre jóvenes y adultos.
Entre 1952 y 1973 Muster escribió y dibujó varias historietas, publicadas en el semanal PPP —Las imágenes y las historias de Polet— y en el periódico TT —Tribuna semanal—. Todas sus historias fueron reimprimidas, primero individualmente en cuadernos, después como obra colectiva en ocho libros y finalmente, cuando Muster celebró su 80 cumpleaños: fue la única vez que publicaron su obra completa, en 11 libros.

## Premios
Muster era una persona solitaria que solía trabajar independiente de los demás. Nunca le gustó ir a las reuniones 'oficiales' de las asociaciones de ilustradores por lo que en su vida no recibió muchos premios.
En 1978 la asociación yugoslava Klub devete umetnosti [El club del noveno arte] creó el premio de Andrija Maurović para logros en el campo de la historieta y Muster fue el primero que recibió este premio por la obra de toda su vida. Al concederle el premio Klub devete umetnosti escribió: «Miki Muster es el creador esloveno más notable en la literatura gráfica, el autor que en la tradición de la historieta caricaturesca animalesca de Disney logró muchísimo, especialmente en su etapa temprana. Con sus historietas, marcadas por la perfección de dibujo y de guion, creó las bases para la historieta eslovena y yugoslava y se ubica hoy entre los clásicos del noveno arte europeo».
En 2000 la Academia Victor le concedió el premio Victor —para logros en la cultura popular eslovena— por la obra de toda su vida y, en 2003, recibió el premio de la ciudad de Liubliana. Respecto a la fama y los premios Muster dijo en 2006: «¿Famoso? Soy famoso porque la gente lee mis libros. Para mí es más importante que conozcan mi nombre y sepan que soy el autor de Zvitorepec que unos quasi-premios. Yo no voy a clubes, no me gustan esas tertulias y no sé qué grupos de arte que intercambian premios en el sentido "este año yo te doy un premio, el siguiente año tú me das uno..." Por eso nunca me dieron premios salvo el Victor y el premio de Liubliana. Y estos los obtuve después de 50 años trabajando. No hice mucho para promocionarme, lo hicieron Zvitorepec, Lakotnik y otros».